# Burmoniscus togianensis
Burmoniscus togianensis is een pissebed uit de familie Philosciidae. De wetenschappelijke naam van de soort is voor het eerst geldig gepubliceerd in 1992 door Taiti, Ferrara & Kwon.